# Walterswil, Bern
Walterswil är en ort och kommun i distriktet Oberaargau i kantonen Bern, Schweiz. Kommunen har 540 invånare (2023).